# De Passagem
De Passagem é uma longa-metragem brasileira de 2003, dirigido por Ricardo Elias.

## Sinopse
De Passagem entrelaça dois momentos bem distintos e marcantes na vida de três jovens da periferia paulistana. Jefferson e Washington são irmãos e amigos de Kennedy desde crianças. Quando crescem Jefferson entra no colégio militar no Rio de Janeiro, já Washigton e Kennedy entram para o tráfico de drogas. Após receber a notícia da morte de Washington, Jefferson volta a São Paulo e juntamente com Kennedy sai numa viagem pela cidade procurando o corpo de Washington. Nessa viagem Jefferson e Kennedy lembram um acontecimento importante do passado.

## Elenco
| Intérprete          | Personagem           |
| ------------------- | -------------------- |
| Lohan Brandão       | Washington (criança) |
| Thiago de Mello     | Devanilson           |
| Wilma de Souza      | Dona Clotilde        |
| Priscila Dias       | Jenifer              |
| Rafael Garcia       | Sérgio, traficante   |
| Silvio Guindane     | Jefferson            |
| Paulo Igor          | Kennedy (criança)    |
| Mariana Loureiro    | Jaqueline            |
| Lucélia Machiavelli | Mercedes             |
| Estevão Maya-Maya   | Pai de Jefferson     |
| Fabio Nepô          | Kennedy              |
| Glennys Rafael      | Jefferson (criança)  |

## Principais prêmios e indicações
31º Festival de Gramado, 2003
- Recebeu os prêmios de Melhor Filme, Melhor Diretor, Melhor Ator Coadjuvante (Fábio Nepô), Melhor Roteiro e Prêmio da Crítica.[3]

Festival de Cinema Brasileiro de Miami
- Recebeu os prêmios de Melhor diretor, Ricardo Elias e Melhor roteiro de Claudio Yosida e Ricardo Elias.

Mostra Internacional de Cinema de São Paulo
- Melhor filme, votação do público.

Outros prêmios
- Prêmio do Ministério da Cultura para filmes de baixo orçamento.
- Prêmio da Secretária Municipal de Cultura para diretor estreante (Ricardo Elias).
- Prêmio Ibermídia de Finalização para filmes latinos.